# Palindroma
Cet article possède des paronymes, voir Palindrome (homonymie).
Genre
Palindroma est un genre d'araignées aranéomorphes de la famille des Zodariidae.

## Distribution
Les espèces de ce genre se rencontrent en Tanzanie, au Malawi et au Congo-Kinshasa.

## Liste des espèces
Selon World Spider Catalog (version 17.5, 19/10/2016) :
- Palindroma aleykyela Jocqué & Henrard, 2015
- Palindroma avonova Jocqué & Henrard, 2015
- Palindroma morogorom Jocqué & Henrard, 2015
- Palindroma obmoimiombo Jocqué & Henrard, 2015
- Palindroma sinis Jocqué & Henrard, 2015

## Publication originale
- Jocqué & Henrard, 2015 : The new spider genus Palindroma, featuring a novel synapomorphy for the Zodariidae (Araneae). European Journal of Taxonomy, vol. 152, p. 1-33 (texte intégral).